# 恰夏镇
恰夏镇，是中华人民共和国新疆维吾尔自治区塔城地区塔城市下辖的一个乡镇级行政单位。
2012年5月21日，新疆维吾尔自治区人民政府批复同意撤销恰夏乡建制，设立恰夏镇。

## 行政区划
恰夏镇下辖以下地区：
恩喀德克村、喀依克巴斯村、官店村、切特吉也克村、恰夏村、朱日设尔村、哈巴克村、上阿树塔斯村、阿树塔斯村、牛圈子村、阿热勒村、禾斯阔甫尔村、阔克塔勒村、萨热吉也克村、窝尔塔锡伯图村、巴斯恰夏村和窝尔塔阿树塔斯村。